# Angel Beats!
Angel Beats! é uma série japonesa de anime de 13 episódios produzida pela P. A. Works e Aniplex e dirigida por Seiji Kishi. A história foi originalmente concebida por Jun Maeda, que também escreveu o roteiro e compôs a música com o grupo Anant-Garde Eyes, com desenho de personagem original de Na-Ga; tanto Maeda quanto Na-Ga são da marca de Romance visual Key, que produziu títulos como Kanon, Air e Clannad. O anime foi ao ar no Japão entre 3 de abril e 26 de junho de 2010 na CBC. Um Original video animation (OVA) foi lançado em dezembro de 2010 e um segundo OVA foi lançado em junho de 2015. A trama se passa no além e segue o protagonista Yuzuru Otonashi, um garoto que perdeu suas memórias de sua vida após morrer. Ele é matriculado na escola do além e conhece uma garota chamada Yuri Nakamura, que o convida a se juntar ao Afterlife Battlefront — uma organização que ela lidera que luta contra Deus. O SSS luta contra a presidente do conselho estudantil Angel, uma garota com poderes sobrenaturais.
Key trabalhou em colaboração com a Dengeki G's Magazine da ASCII Media Works para produzir o projeto em uma franquia de mídia. Quatro mangás são serializados na Dengeki G's Magazine e Dengeki G's Comic: dois ilustrados por Haruka Komowata e dois desenhados por Yuriko Asami. Uma série de contos ilustrados escritos por Maeda e ilustrados por GotoP também foram publicados em série na Dengeki G's Magazine entre as edições de novembro de 2009 e maio de 2010. Dois programas de rádio na Internet foram produzidos para promover Angel Beats!. Uma adaptação em romance visual intitulada Angel Beats! 1st Beat foi produzida pela Key e lançada para Windows em 26 de junho de 2015.
Angel Beats! recebeu críticas geralmente positivas por parte dos críticos. A integração de vários elementos individuais, como performances musicais, humor e ação, foi elogiada em uma crítica, mas criticada em outra, dizendo que a história estava sobrecarregada com muitos elementos. PAWorks foi elogiado pela animação das sequências de ação e atenção aos detalhes com as armas utilizadas. Uma grande falha notada pelos críticos, no entanto, foi a duração do anime, com seu curto prazo deixando muitos dos antecedentes dos personagens inexplorados. O anime foi selecionado como trabalho recomendado pelo júri de premiação do 14.º Japan Media Arts Festival em 2010.

## Sinopse
Angel Beats! se passa no ambiente de um colégio na vida após a morte, uma espécie de limbo onde as pessoas vivenciaram traumas ou adversidades na vida e devem superá-los antes de falecer e reencarnar. A história segue Yuzuru Otonashi, um menino com amnésia que acaba na vida após a morte. Ele conhece Yuri Nakamura, uma garota que o convida para se juntar ao Afterlife Battlefront (死んだ世界戦線, Shinda Sekai Sensen), ou SSS, uma organização que ela fundou e lidera que se rebela contra um Deus invisível por causa de suas circunstâncias injustas na vida. Seu inimigo é Angel, o presidente do conselho estudantil, que tem poderes sobrenaturais e acredita-se que seja associado de Deus. Depois de ingressar no SSS, Otonashi conhece outros membros, incluindo Hideki Hinata, o co-fundador; Masami Iwasawa, vocalista principal de uma banda de rock de quatro garotas, Girls Dead Monster (GDM); e Yui, um underclassman e fã de GDM. Além dos membros do SSS, a vida após a morte é povoada por alunos e professores fabricados, a quem Yuri se refere como " personagens não-jogadores " (NPCs).
Otonashi participa de várias operações e missões SSS, apesar de ainda questionar a moralidade de suas ações. Durante um dos concertos de diversão do GDM, Iwasawa deixa a vida após a morte após obter satisfação através de sua música. Depois que o SSS consegue rebaixar Angel de sua posição, Otonashi recupera parcialmente suas memórias com a ajuda da hipnose do vice-presidente Ayato Naoi. Mais tarde, ele se torna amigo de Angel, cujo nome verdadeiro é Kanade Tachibana, e se lembra do resto de seu passado enquanto está na presença dela. Otonashi a ajuda a fazer as pazes com o SSS e aprende sobre o verdadeiro propósito da vida após a morte. Ele posteriormente se oferece para ajudar Kanade a ajudar outros membros do SSS a passarem adiante, e Kanade é reintegrado como presidente do conselho estudantil de acordo com seu plano. Eles se juntam a Hinata e Naoi, com o primeiro ajudando Yui a seguir em frente, cumprindo seu desejo de casamento.
Entidades misteriosas semelhantes a sombras começam a aparecer, atacando os residentes da vida após a morte, transformando-os em NPCs. Otonashi raciocina com os outros membros do SSS e muitos deles concordam em passar ao invés de se tornar um NPC. Yuri destrói a fonte das sombras, que foram criadas por computadores programados para serem ativados quando o amor fosse detectado na vida após a morte para evitar que se tornasse um paraíso. Seu afeto pelos membros do SSS permite que ela finalmente supere seu arrependimento, e por esta altura, os únicos outros que não faleceram são Otonashi, Yuri, Kanade, Hinata e Naoi. Os cinco alunos restantes realizam uma cerimônia de graduação antes de Naoi, Yuri e Hinata passarem, deixando apenas Otonashi e Kanade.
Otonashi confessa a Kanade que se apaixonou por ela e quer que eles permaneçam na vida após a morte para ajudar os outros a seguir em frente. No entanto, Kanade revela que seu arrependimento foi não poder agradecer ao doador de seu coração, Otonashi, por prolongar sua vida. Otonashi fica com o coração partido depois que ela agradece e morre, deixando-o sozinho na vida após a morte. Mais tarde, duas pessoas parecidas com Otonashi e Kanade se encontram na rua no mundo real. Em um epílogo alternativo, Otonashi se torna o presidente do conselho estudantil da escola e ajuda as almas perdidas a deixarem a vida após a morte enquanto espera para ver Kanade novamente.

## Personagens

Personagens de "Angel Beats!" (Da esquerda para a direita): Irie, Sekine, Takamatsu, Matsushita, TK, Naoi, Otonashi, Yuri, Kanade, Noda, Hinata, Yui, Ōyama, Fujimaki, Iwasawa, Hisako, Takeyama, Shiina e Yusa

### Personagens principais
Yuzuru Otonashi (音無 結弦, Otonashi Yuzuru)
Voz de: Hiroshi Kamiya
Otonashi é o protagonista de Angel Beats!. Devido ao seu passado, ele tem uma personalidade carinhosa e não quer que ninguém sinta dor ou tristeza. Depois de morrer, ele perde suas memórias do tempo em que estava vivo, só que mais tarde as recupera. Ele tem uma irmã mais nova, chamada Hatsune (初音), que morreu de câncer e por quem ele se importava muito. Quando ela morreu, ele decidiu ir para a escola para se tornar um médico, mas morreu em um acidente de trem antes que pudesse realizar o exame de admissão para a faculdade. Inicialmente, não possuía nenhum equipamento, porém começou a praticar sua pontaria, atirando para a equipe quando eles estão em perigo. Ele carrega uma Glock 17.
Yuri Nakamura (仲村 ゆり, Nakamura Yuri)
Voz de: Harumi Sakurai
Yuri, também conhecida como Yurippe (ゆりっぺ), tem uma personalidade determinada, mas é secretamente bastante sensível e protetora. Ela convida Otonashi a se juntar ao SSS, uma organização que ela fundou e que lidera lutas contra Deus. Ela é esperta e toma as decisões referentes as missões. Ela carrega uma Beretta 92. Ela não só é hábil com uma arma, mas ela também é capaz de lutar em um combate corpo-a-corpo. Ela prometeu lutar contra Deus depois que seus três irmãos mais novos foram assassinados por assaltantes à procura de objetos de valor e nunca se perdoou por não ter evitado as mortes deles. Ela é uma ótima líder, mas ela não acha isso. Ela lamenta mais tarde ter lutado contra Kanade, porque ela sente que elas poderiam ter sido grandes amigas. Ela desaparece depois da cerimônia de graduação.
Kanade Tachibana (立華 かなで, Tachibana Kanade)
Voz de: Kana Hanazawa
Angel é a presidente do conselho estudantil da escola pós-vida. Isto a coloca em desacordo com a SSS, pois suas responsabilidades exigem que ela reprima a delinquência e outras atividades indevidas que a equipe faz. A SSS inicialmente a chama de "Angel", pois não sabiam seu nome real, embora ainda se refiram a ela dessa forma mesmo depois de descobrirem que seu nome verdadeiro é Kanade Tachibana. É difícil entender o que ela está pensando, pois raramente demonstra suas emoções. Ela tenta ajudar os outros a aceitarem o que aconteceu em suas vidas para reencarnarem. No entanto, ela é mal entendida pelos outros, pois ela, por exemplo, nunca tenta explicar a SSS o motivo de suas atitudes. Ela adora comer mapo doufu, um prato picante.
Hideki Hinata (日向 秀樹, Hinata Hideki)
Voz de: Ryōhei Kimura
Hinata é o protagonista de Angel Beats! Heaven's Door. Ele é um garoto brilhante e confiável, e a pessoa mais próxima de Otonashi. Sempre tenta salvar seus amigos e é uma força confiável na equipe. Hinata e Yui constantemente irritam um ao outro, mas, no fundo, ele se importa com Yui, como demonstrou quando ele a ajudou a reencarnar, dizendo que se casaria com ela. Ele é um jogador de beisebol talentoso e seu arrependimento na vida foi falhar ao pegar uma bola de beisebol, que fez seu time perder um jogo importante. Ele apelidou Yuri de Yurippe quando eles co-fundaram a SSS, pois ele não se sentia confortável a chamando de Yuri, que era o nome de sua mãe. Ele morreu ao ser atropelado por um caminhão. Ele usa uma RPK-74 e uma S&W 645.
Ayato Naoi (直井 文人, Naoi Ayato)
Voz de: Megumi Ogata
Naoi é um humano que pensava ser um non-player character. Depois de morrer, Naoi desenvolveu poderes hipnóticos que lhe permitem controlar os outros e levá-los a entrar em estado de sonho. Quando era vivo, ele era filho de um oleiro famoso. No entanto, era seu irmão quem tinha o talento com cerâmica e, como resultado, Naoi era ignorado por todos. Quando seu irmão morreu, Naoi foi usado para substituí-lo por seu pai e foi dada a ele uma formação rigorosa em cerâmica. Ele sentia como se sua própria vida fosse falsa e tudo que ele queria era ser reconhecido pela sua própria existência. Mais tarde, ele se torna amigo de Otonashi e se junta a SSS. Ele foi o presidente do conselho estudantil por um tempo e se autoproclamava Deus. Naoi é arrogante com todos, menos com Otonashi. Ele usa um revólver USP 45 dual.
Yui (ユイ)
Voz de: Eri Kitamura, LiSA (cantora)
Yui é uma grande fã e inicialmente assistente da banda Girls Dead Monster. Ela é conhecida por ser hiperativa e falar extremamente rápido. Hinata sempre encontra um modo de irritar Yui, o que resulta em brigas entre eles, mas, na verdade, os dois se importam um com o outro, tanto que eles dizem que, se eles tivessem se conhecido antes de morrerem, teriam se apaixonado um pelo outro. Depois de Iwasawa partir, Yui se torna a nova guitarrista e vocalista da Girls Dead Monster, bem como a sua líder. Ela toca uma guitarra elétrica Gibson SG Special. Mais tarde ela se torna um membro da SSS, seguindo a organização em suas missões, embora não contribua muito. Quando era viva, ela foi atingida por um carro e ficou paraplégica. Seu arrependimento foi não ser capaz de fazer nada com seu corpo. Otonashi a ajuda a cumprir a maioria dos seus desejos, que incluem muitas coisas que ela viu na TV quando estava viva.

### Personagens secundários
Takamatsu (高 松)
Voz de: Takahiro Mizushima 
Takamatsu é um aluno honorário que tem uma personalidade educada e usa óculos. Ele contribui principalmente para o SSS por meio da coleta de informações e de outros assuntos, mas não luta ativamente. A própria Yuri diz para não se deixar enganar pelos óculos e que na verdade ele é um idiota. Embora pareça esguio, ele se exercita e é, na verdade, bem construído em seus músculos. Depois de primeiro revela isso, ele tende a tirar a camisa, para desconforto de todos. Ele é absorvido por uma sombra e é transformado em um NPC. No entanto, tendo sentimentos fortes o suficiente (de acordo com Yur i), ele é capaz de recuperar seus sentidos e consegue desaparecer como os outros. Ele carrega uma Desert Eagle como arma lateral, mas também é visto usando uma Sig 552. 
 Noda (野 田)
Voz de:  Shun Takagi 
Noda é um jovem autossuficiente que executa as estratégias formadas pelo SSS e luta com uma alabarda. Ele não escuta ninguém além de Yuri, para quem ele tem adoração e é antagônico a quase todos os outros. Ele tem uma rivalidade unilateral com Otonashi. Ele é um idiota completo cuja fraqueza é a educação; em um ponto, Takeyama é capaz de nocauteá-lo recitando pi. Ele não tem medo de ferir ou matar ninguém que fique no caminho de Yuri. Embora ele prefira lutar com sua alabarda, ele às vezes usa armas por necessidade, o tipo de armamento que ele odeia.
 Eri Shiina (椎 名 枝 里, Shiina Eri)
Voz de:  Fūko Saitō  
Shiina é uma ninja feminina que luta com kodachi e shuriken de empunhadura dupla. Ela é capaz de sentir quando o perigo está chegando e um lutador altamente capaz. Apesar de seu comportamento sério, ela tem uma queda por coisas fofas como bichos de pelúcia. Ela é rígida em seu treinamento e é muito autocrítica quando falha, especialmente com uma recém-chegada como Otonashi. Ela decide que sua fraqueza é ter pouca concentração. Ela é mostrada equilibrando uma vassoura e outros objetos com os dedos por um longo período de tempo. Ela raramente fala, mas normalmente observa "como é superficial" ou "quão tolo" ("isso é tão estúpido" na versão em inglês) sempre que o óbvio ou algo estúpido é dito. Como ela não tinha um nome quando ela chegou na vida após a morte, Yuri a chamou de Shiina após seu indicativo, 'C7' (Shi-nana).
 Yusa (遊 佐)
Voz de: Yui Makino 
Yusa é uma operadora no SSS que transmite o estado do campo de batalha para Yuri. Ela é uma garota calma e gentil com um caráter direto. Assim como Kanade, ela não expressa suas emoções e é chamada de assustadora por Otonashi e Hinata. Ela não consegue se acalmar sem o fone de ouvido. Ela raramente fala e às vezes magoa os sentimentos dos outros, embora não seja sincero.
 Fujimaki (藤 巻)
Voz de: Yūki Masuda 
Fujimaki é um delinquente que luta com um longo shirasaya, e ele é semelhante em caráter a Noda. Ele pega Otonashi quando ele inicialmente se junta ao SSS. Ele não sabe nadar. Ele usa uma PPSh-41 metralhadora. 
 TK
Voz de:  Michael Rivas 
TK é um personagem misterioso que usa uma grande bandana sobre os olhos e tende a dançar de vez em quando.. Ninguém sabe seu nome verdadeiro ou passado. Ele fala em inglês frases semi-absurdas dependendo da situação, principalmente citadas da cultura pop, mas aparentemente não sabe inglês fluentemente. Ele salva o time muitas vezes e sabe um pouco de japonês, mas raramente fala. Ele carrega Browning Hi-Power e LAR Grizzly revólveres ou uma submetralhadora PP-19 Bizon durante as missões.  Seu nome TK, dado a ele por Noda, é uma abreviatura de  tonikaku kiteru  (と に か く き て る, lit. Ele vem de uma forma ou de outra)  Ele vem de uma forma ou de outra) 
 Matsushita (松下)
Voz de:  Eiichirō Tokumoto 
Matsushita, também conhecido como "Matsushita 5 - dan" ("Matsushita the Fifth" na dublagem), tem um corpo grande e é mestre em judô. Ele nunca se esquece de uma dívida que tem, especialmente quando envolve comida (especificamente niku udon). Ele carrega armas pesadas, como lançadores de foguetes ou metralhadoras para a batalha. Mais tarde, ele perde peso após treinar nas montanhas. Ele usa um H&K P7 e uma metralhadora leve MG3. 
 Ōyama (大 山)
Voz de: Yumiko Kobayashi 
Ōyama é um garoto comum que não tem talentos especiais. Ele não se destaca em nada, mas é tão capaz quanto qualquer pessoa normal; em outras palavras, ele é um  Valete para todos os negócios. Ele é um menino inocente cujos sentimentos são feridos por coisas como fazer uma confissão falsa ou vendo seus companheiros "morrerem". Ele carrega um rifle de precisão Remington 700 ou uma pistola de mão P226. 
 Takeyama (竹山)
Voz de: Mitsuhiro Ichiki 
Takeyama é um menino inteligente que é bom em hackear computadores. Ele escreveu o programa "Gerenciador de Briefing" que Yuri usa para informar o SSS antes de uma missão. Ele insiste em ser chamado por seu nome de usuário "Cristo", mas ninguém o faz. Ele tenta executar todos os planos da maneira mais perfeita possível. Ele não se envolve em combate ou qualquer outra operação física, mas sim coleta dados e informações.
 Chaa (チ ャ ー)
Voz de: Hiroki Tōchi 
Chaa é o líder da Guilda. Apesar de parecer muito mais velho, ele tem quase a mesma idade que Otonashi e os outros. Ele é o quarto membro a aderir ao SSS, momento em que não tinha pelos faciais. Ele conheceu Yuri e Hinata segurando o diretor da escola como refém sob a mira de uma arma em uma tentativa de aprender mais sobre Deus, fazendo com que ele fosse esfaqueado por Kanade.

#### Girls Dead Monster
Masami Iwasawa (岩沢 まさみ, Iwasawa Masami)
Voz de: Miyuki Sawashiro, Marina (cantora)
Iwasawa é a líder original da Girls Dead Monster, sendo sua vocalista e guitarrista. Ela também escreve letras e compõe as músicas para a banda. Ela toca uma guitarra Fender Stratocaster Sienna Sunburst/Maple. Embora seja uma garota quieta, ela impressiona os ouvintes pelo esforço de criar músicas que expressem seus pensamentos. Ela usava a música como uma fuga das constantes brigas de seus pais enquanto era viva, mas acabou morrendo em decorrência de uma lesão cerebral. Ela desaparece após tocar a música de sua autoria intitulada "My Song". Ela aceita que, um dia, irá usar a sua voz para influenciar outras pessoas.

## Produção

### Criação e concepção
Os criadores originais de Angel Beats!, Jun Maeda e Na-Ga da Key, foram entrevistados na edição de julho de 2009 da revista Dengeki G's Magazine da ASCII Media Works. Na época em que Key completou o primeiro lançamento de seu sexto romance visual, Little Busters!, Hironori Toba da Aniplex (ele mesmo um fã dos trabalhos de Key) abordou Maeda por volta de outubro de 2007 sobre uma colaboração para produzir uma série de anime original. Maeda começou a se reunir com Toba e Aniplex mensalmente e a história começou a progredir gradualmente. A Aniplex queria que Maeda escrevesse um roteiro que fosse muito "semelhante a uma chave, com momentos comoventes de risos e lágrimas", mas inicialmente Maeda se viu perdido para escrever uma história mais divertida do que Little Busters!, porque ele pensou que havia atingido um limite com Little Busters! em relação a uma "história semelhante a uma chave". No entanto, um dia Maeda foi atingido pela inspiração, onde ele teve a ideia inicial de uma história ambientada na vida após a morte. Além disso, com todos já mortos, Maeda concebeu batalhas chamativas em que os combatentes lutam sem medo da morte. Segundo Maeda, o tema da série é "vida", que em Angel Beats! é descrito como algo precioso e maravilhoso, apesar dos personagens de Angel Beats! que lutam contra seu destino.
Maeda nomeou Na-Ga para começar a trabalhar no design dos personagens no início de 2008. Na-Ga estava preocupado que outros trabalhos de computação gráfica (CG) para Key fossem atrasados, mas ele assumiu o cargo por causa de sua experiência acumulada em CG. Maeda foi nomeado Na-Ga por causa dos personagens populares que ele desenhou em Little Busters!, e por causa de sua franqueza. Na-Ga desenhou Yuri com base em sua personalidade como líder, embora tenha sido a pedido de Maeda que ele adicionasse a bandana preta, tirada do personagem Yukiko Amagi de Persona 4, que era a heroína favorita de Maeda naquele jogo. O comprimento do cabelo de Yuri e a adição de uma fita verde foram decididos nas reuniões do comitê de produção. O conceito original de Angel começou com a ideia de uma garota corajosa e lutadora. Maeda citou que a imagem de Angel mudou consideravelmente ao longo do processo de desenvolvimento e que originalmente ela era semelhante a Shiki Ryōgi de Kara no Kyōkai. Eventualmente, o conceito de Angel mudou para ser uma "garota silenciosa e misteriosa". Antes de Na-Ga decidir sobre o design de Otonashi, Maeda disse a ele que qualquer coisa ficaria bem e apenas desenhar algo, e eventualmente desenhou um protótipo para Otonashi e Hinata, entre outros. Alguns dos personagens tiveram vagas condições iniciais dadas por Maeda, como pedir a Na-Ga para desenhar uma " guitarrista-baixista feminina " no caso do membro do Girls Dead Monster, Sekine, e particularmente a enigmática "personagem que fala frases enigmáticas em inglês" para TK.

### Desenvolvimento
O produtor Aniplex de Angel Beats!, Hironori Toba, foi entrevistado na edição de novembro de 2009 da Dengeki G's Magazine, onde comentou que um anime de 13 episódios com cerca de 21 minutos por episódio não era suficiente para contar toda a história de Angel Beats! Maeda tinha imaginado. Portanto, as várias mídias adicionais, como contos ilustrados e mangás, contêm parte da história que não conseguiu entrar no anime por causa do tempo limitado. Toba queria que os fãs da série pudessem aproveitá-la ao máximo, explorando todos os tipos de mídia. Maeda achava cansativo ir e voltar entre Osaka e Tóquio para reuniões de negócios quando estava no processo de escrever o roteiro, e achou difícil escrever um roteiro inteiro sozinho, já que nunca havia feito isso antes com nenhum dos jogos que ele produziu como membro da Key. Só depois de terminar o roteiro é que Maeda conseguiu trabalhar na música, da qual gostou muito e nunca se cansou dela. Maeda compôs cerca de 15 canções para Girls Dead Monster e passou cerca de dois dias cada compondo cada uma delas. Ele fez questão de criar canções para Girls Dead Monster que garotas do ensino médio iriam compor, incluindo as letras. Por conta disso, Maeda destacou que os temas de abertura e encerramento de Angel Beats!, que Maeda também compôs, parecem ter sido compostas por uma pessoa diferente em comparação com as músicas do Girls Dead Monster.
No que diz respeito a trazer P. A. Works como o estúdio de animação, Toba tomou conhecimento da empresa quando ela forneceu assistência de animação e produção para Fullmetal Alchemist (2003-4) e Darker than Black (2007), respectivamente; A Aniplex ajudou a produzir as duas séries. Depois de assistir apenas os três primeiros episódios de PAWorks ' True Tears (2008), no entanto, ele ficou chocado com a alta qualidade e imediatamente foi ao estúdio da PAWorks na província de Toyama para se encontrar com a equipe de produção na esperança de que um dia a Aniplex pudesse colaborar com eles em um projeto juntos. Na semana seguinte, Maeda levantou o assunto de decidir sobre um estúdio de animação para Angel Beats! e mencionou que ele também viu True Tears e se interessou pelo PAWorks. Pouco depois, Toba fez formalmente a proposta ao PAWorks para animar o projeto.
Maeda focou em fazer piadas uma parte importante de Angel Beats!, levando Toba a procurar Seiji Kishi para ser o diretor, por causa de sua experiência em direção e sua influência de poder de atração na equipe de PAWorks, onde há muitos que ainda são jovens. Kishi foi finalmente abordado pelo diretor representante da PAWorks Kenji Horikawa sobre trabalhar em uma "comédia escolar escrita por um escritor de cenários de jogos" e ficou chocado após assumir a posição do diretor para descobrir que Maeda era o roteirista. Kishi comentou como, longe de ser apenas uma comédia, a série contém muitos aspectos diferentes, incluindo cenas de ação chamativas, apresentações musicais ao vivo e drama. Kishi afirmou que normalmente ele teria dificuldade em cobrir essa gama de aspectos, mas foi motivado pela atitude intransigente de Maeda em relação ao roteiro. A decisão de incluir a banda feminina Girls Dead Monster foi devido à intenção de Maeda de incluir muitos elementos diferentes e interessantes na série.

## Transmissão e distribuição
Os 13 episódios de Angel Beats! A série de anime para televisão é dirigida por Seiji Kishi e produzida pela PAWorks e Aniplex. Foi ao ar no Japão entre 3 de abril e 26 de junho de 2010 na rede de televisão CBC. O primeiro episódio foi previsto em 22 de março de 2010 para um número selecionado de pessoas que participaram de uma loteria realizada no início daquele mês. O roteiro foi escrito por Jun Maeda, que originalmente concebeu a série. O animador chefe Katsuzō Hirata baseou o design do personagem usado no anime nos designs originais de Na-Ga. A direção de som e música foi liderada por Satoki Iida.
A série foi lançada em sete volumes de compilação BD/DVD entre 23 de junho e 22 de dezembro de 2010 em edições limitadas e regulares. Três CDs dramáticos, escritos por Maeda e executados pelo elenco do anime, foram lançados com a primeira, quarta e sexta edição limitada de volumes BD/DVD. O sétimo volume de BD/DVD apresentou um episódio original de animação em vídeo (OVA), bem como um curta-metragem bônus que serve como outro epílogo da série. Cada um dos volumes BD/DVD continha comentários dos personagens interpretados pelo elenco de voz e escritos por Maeda. Um box set BD foi lançado no Japão em 24 de junho de 2015 e também incluiu outro episódio OVA. A Sentai Filmworks licenciou o anime, e junto com a distribuidora Section23 Films, lançou a série em BD/DVD em 26 de julho de 2011. A Siren Visual licenciou o anime para a Austrália e Nova Zelândia. A série também foi licenciada no Reino Unido pela Manga Entertainment e lançou a série em BD/DVD em 25 de junho de 2012. Em novembro de 2017, a Sentai Filmworks anunciou que o lançamento da série ficaria esgotado, e a série foi posteriormente removida de seu catálogo e do serviço de streaming online Hidive. Mais tarde, a Crunchyroll adicionou a série ao seu catálogo nas Américas, no Reino Unido e na Irlanda em 2019.

### Trilha sonora
A música do anime foi composta por Maeda e pelo grupo Anant-Garde Eyes, que também providenciaram o arranjo musical. A trilha sonora foi lançada pela gravadora Key Sounds Label do estúdio Key. O tema de abertura é "My Soul, Your Beats!" por Lia e o tema de encerramento é "Brave Song" por Aoi Tada. O single contendo as duas canções, intitulado "My Soul, Your Beats! / Brave Song", foi lançado em 26 de maio de 2010, em edições limitadas (CD+DVD) e regulares (CD); a edição limitada contendo o DVD contém os vídeos de abertura e encerramento sem os créditos. A banda na história Girls Dead Monster é composta pelas cantoras na vida real  Marina e LiSA. Cinco singles para Girls Dead Monster foram lançados em 2010. O primeiro, "Crow Song", foi lançado em 23 de abril, contendo músicas cantadas por Marina. O segundo e o terceiro singles,  "Thousand Enemies" e "Little Braver", foram lançados em 12 de maio e 9 de junho, respectivamente, com músicas cantadas por LiSA. O quarto single foi "Last Song" por Marina e o quinto single foi "Ichiban no Takaramono (Yui final ver.)" (一番の宝物～Yui final ver.～) por LiSA; os dois singles foram lançados em 8 de dezembro. Um álbum da banda Girls Dead Monster, intitulado Keep The Beats!, foi lançado em 30 de junho de 2010. Uma versão de Keep The Beats! contendo faixas instrumentais foi lançado em 28 de julho de 2010, junto com um livro de partitura de 256 páginas. A trilha sonora original do anime foi lançada em 28 de julho de 2010 como um conjunto de dois CDs. Um mini álbum da banda Girls Dead Monster, intitulado Rare Tracks, foi lançado em 28 de dezembro de 2014.

## Mídias relacionadas

### Programas de web rádio
Um programa de rádio de quatro episódios na Internet para promover Angel Beats! chamado Jun Maeda's Brutal Radio (麻枝准の殺伐ラジオ, Maeda Jun no Satsubatsu Rajio)  foi ao ar entre 30 de maio de 2009 e 31 de março de 2010. O show foi apresentado por Jun Maeda, embora convidados tenham feito aparições, como Hironori Towa, o produtor de Angel Beats! e Na-Ga. Um mês depois de cada transmissão regular, uma transmissão adicional mais curta chamada Postwar Disposition (戦後処理, Sengo Shori)  foi lançada. Outro programa de rádio da Internet para promover a série intitulada Angel Beats! A Rádio SSS teve uma pré-transmissão em 18 de março de 2010, e teve 51 transmissões semanais regulares entre 1º de abril de 2010 e 31 de março de 2011. Produzido pela Hibiki Radio Station, o show foi apresentado por Harumi Sakurai (a voz de Yuri), Kana Hanazawa (a voz de Angel) e Eri Kitamura (a voz de Yui). Sete volumes de compilação de CD contendo todos os 51 episódios foram lançados entre 23 de junho de 2010 e 29 de julho de 2011.

### Light novel
Uma série de sete contos ilustrados escritos por Jun Maeda e desenhados por GotoP intitulada Angel Beats! Track Zero foi serializado entre as edições de novembro de 2009 e maio de 2010 da revista Dengeki G's Magazine da ASCII Media Works. Track Zero é uma prequela de Angel Beats! apresentando Hinata como personagem principal e conta a história de como o SSS foi formado. Um capítulo extra especial com foco em Girls Dead Monster foi publicado no sexto volume do Festival Dengeki G's! Deluxe em 29 de março de 2010. Os contos foram reunidos em um volume encadernado lançado em 23 de junho de 2010 e incluiu um capítulo adicional junto com os outros oito capítulos. Os títulos dos capítulos das histórias são tirados de títulos de canções de vários artistas musicais. O primeiro capítulo foi postado online com ilustrações por ASCII Media Works. ASCII Media Works publicou o Angel Beats! Guia oficial em 22 de dezembro de 2010. O guia contém resumos de histórias dos episódios de anime, incluindo o OVA, informações sobre o elenco de personagens, entrevistas com o elenco de dublagem e equipe de produção e ilustrações com arte do anime. 
Um mangá de tirinha de quatro células, ilustrado por Haruka Komowata e intitulado Angel Beats! The 4-koma: Bokura no Sensen Kōshinkyoku (Angel Beats! The4コマ 僕らの戦線行進曲♪, Angel Beats! The 4-koma: Our Battlefront March Song), foi publicado entre dezembro de 2009 e outubro de 2013 na revista Dengeki G's Magazine da ASCII Media Works. Komowata também foi o responsável por ilustrar um mangá que mostrava o progresso do projeto Angel Beats! e foi publicado entre setembro de 2009 e julho de 2010 na Dengeki G's Magazine. Quatro volumes tankōbon para Angel Beats! The 4-koma foram lançado entre 18 de dezembro de 2010 e 27 de novembro de 2013, sendo impressos pela Dengeki Comics EX da ASCII Media Works. Além disso, Komowata também ilustrou o Angel Beats! The 4-koma: Osora no Shinda Sekai kara (Angel Beats! The4コマ お空の死んだ世界から), um mangá de tirinha de quatro células que começou a ser publicado em dezembro de 2013 através da Dengeki G's Magazine. O primeiro volume foi lançado em 24 de outubro de 2014.
Um mangá ilustrado por Yuriko Asami, intitulado Angel Beats! Heaven's Door, foi publicado na Dengeki G's Magazine entre maio de 2010 e maio de 2014, quando foi transferido para a revista Dengeki G's Comic, que começou a publicá-lo a partir de junho de 2014. Heaven's Door é baseado nos contos de Angel Beats! Track Zero. O primeiro volume de Angel Beats!: Heaven's Door foi lançado em 18 de dezembro de 2010, sendo impresso pela Dengeki Comics da ASCII Media Works; onze volumes foram lançados até 17 de Dezembro de 2016. Uma antologia intitulada Angel Beats! Comic Anthology foi publicada pela ASCII Media Works em 18 de dezembro de 2010.

### Mangá
Um mangá de quadrinhos de quatro painéis, ilustrado por Haruka Komowata e intitulado Angel Beats! The 4-koma: Bokura no Sensen Kōshinkyoku (Angel Beats! The4コマ 僕らの戦線行進曲♪, Angel Beats! The 4-koma: Our Battlefront March Song) Angel Beats! The 4-koma: Bokura no Sensen Kōshinkyoku (Angel Beats! The4コマ 僕らの戦線行進曲♪, Angel Beats! The 4-koma: Our Battlefront March Song) The4 コ マ 僕 ら の 戦 線 行進 曲 ♪, Angel Beats! The 4-koma: Our Battlefront March Song), foi serializado entre as edições de dezembro de 2009 e outubro de 2013 da revista Dengeki G da ASCII Media Works. Komowata também foi responsável por ilustrar um mangá que mostrava o progresso de Angel Beats! projeto e foi serializado entre as edições de setembro de 2009 e julho de 2010 da revista Dengeki G. Quatro volumes de tankōbon para Angel Beats! Os 4-koma foram lançados entre 18 de dezembro de 2010 e 27 de novembro de 2013 sob o selo Dengeki Comics EX da ASCII Media Works. Komowata também ilustrou o Angel Beats! The 4-koma: Osora no Shinda Sekai kara (Angel Beats! The4コマ お空の死んだ世界から) Angel Beats! The 4-koma: Osora no Shinda Sekai kara (Angel Beats! The4コマ お空の死んだ世界から) The4 コ マ お 空 の 死 ん だ 世界 か ら) manga de quadrinhos de quatro painéis, que foi serializada entre as edições de dezembro de 2013 e janeiro de 2016 da Dengeki G. Dois volumes foram lançados entre 24 de outubro de 2014 e 26 de abril de 2016.
Um mangá ilustrado por Yuriko Asami, intitulado Angel Beats! Heaven's Door, começou a serialização na Dengeki G's Magazine na edição de maio de 2010. O mangá terminou a serialização na edição de maio de 2014 da revista e continuou a serialização na revista Dengeki G's Comic entre as edições de junho de 2014 e dezembro de 2016. Heaven's Door é baseado no Angel Beats! Acompanhe Zero histórias curtas. ASCII Media Works publicou 11 volumes para Angel Beats! Porta do Céu entre 18 de dezembro de 2010 e 17 de dezembro de 2016. Heaven's Door está disponível em inglês no site e aplicativo ComicWalker da Kadokawa Corporation, e é licenciado na América do Norte pela Seven Seas Entertainment. Asami também ilustra o Angel Beats! O mangá The Last Operation, que começou a serialização na edição de outubro de 2017 da Comic Dengeki G. Dengeki G's Comic cessou a publicação com a edição de maio de 2019 vendida em 30 de março de 2019, mas The Last Operation continuará na ComicWalker e Niconico Seiga em abril de 2019. Uma antologia intitulada Angel Beats! Comic Anthology foi publicado pela ASCII Media Works em 18 de dezembro de 2010.

Capa da visual novel de Angel Beats!

### Visual novel
Foi relatado em 2010 que Jun Maeda estava escrevendo o cenário para uma adaptação de Angel Beats!, e o jogo foi anunciado oficialmente em setembro de 2013. Desenvolvido pela Key, Maeda lidera a equipe de produção como designer e um dos roteiristas. Dois escritores adicionais incluem Kai, que anteriormente contribuiu no cenário de Clannad, e Leo Kashida, que trabalhou no cenário de Tomoyo After: It's a Wonderful Life e Little Busters!. O diretor de arte e designer de personagens é Na-Ga. Avaliado para todas as idades e dividido em seis volumes, o primeiro volume do romance visual, intitulado Angel Beats! 1st Beat, foi lançado em 26 de junho de 2015 para PCs com Windows. O primeiro volume cobre até o décimo episódio do anime, bem como as rotas de Iwasawa, Matsushita e Yui com Otonashi como protagonista principal. Os volumes subsequentes cobrirão o resto das rotas dos personagens.

## Recepção

### Recepção critica
Angel Beats! recebeu críticas geralmente positivas. Em uma análise da Anime News Network, o revisor Theron Martin elogiou a série por integrar elementos individuais, incluindo as cenas de performance musical do Girls Dead Monster, cenas onde o humor domina e cenas de ação. Um tema comum em anime sobrenatural, segundo Martin, são almas descontentes com suas vidas anteriores, mas o conceito de Angel Beats! é descrito como "bastante incomum" porque apresenta todos os personagens principais como almas e os reúne em um só lugar. Na série, "manter a distinção é essencial para a sobrevivência como um indivíduo", o que Martin chama de "condenação astuta da conformidade rigorosa impressa nos alunos pela escola japonesa". No geral, Angel Beats! foi elogiado por "não exigir muita familiaridade com anime para desfrutar".
No site do DVD Talk, o revisor John Sinnott elogiou o enredo por avançar e mudar de maneiras inesperadas: "O enredo evolui rapidamente e no final da série é um programa bem diferente do que era no início." Tanto Martin quanto Sinnott concordam que uma grande falha no anime é que ele é muito curto e não entra em detalhes para um grande número de personagens. Stig Høgset, da THEM Anime Reviews, no entanto, criticou a série em parte porque "sobrecarrega a história com muitos elementos na tentativa de agradar o máximo de pessoas possível". Høgset passou a descrever Angel Beats como não tendo "nenhum personagem atraente" e o humor da série é considerado irritante. No entanto, Høgset elogiou PAWorks pela animação das sequências de ação, como Martin, que acrescentou que há "um grande trabalho de detalhes nas armas e instrumentos usados".